# Cheng Kaijia
Cheng Kaijia, soms ook geschreven als Cheng Kai-jia of Cheng Kai Jia (Wujiang, 3 augustus 1918 - Peking, 17 november 2018), was een Chinees kernfysicus en ingenieur. Hij was een pionier en sleutelfiguur in de ontwikkeling van het Chinees kernwapenarsenaal.

## Biografie
Cheng werd in 1918 in Wujiang, Jiangsu geboren. Hij studeerde af aan de faculteit fysica van de Universiteit van Zhejiang in 1941.  In 1946 ging hij naar Groot-Brittannië, studeerde daar aan de Universiteit van Edinburgh en behaalde er in 1948 zijn Ph.D. (mentor: Max Born). Hij werd onderzoeker in Engeland.
Cheng keerde in 1950 naar China terug. Hij werd buitengewoon hoogleraar aan de Universiteit van Zhejiang en later aan de Universiteit van Nanking, waar hij ook tot professor werd gepromoveerd. In 1959 publiceerde hij zijn werk Studie over het mechanisme van de supergeleiding, de eerste studie over fysica van vaste stoffen in China.
Cheng was een pionier van de Chinese nucleaire techniek en speelde een belangrijke rol bij de ontwikkeling van de Chinese atoombom. In China was hij de eerste die de interne druk en temperatuur bij een atoombom berekende. Dat was niet zo vanzelfsprekend aangezien er in China toen geen computers en zelfs nauwelijks rekenmachines waren. 
Hij ontwikkelde een ontstekingsmechanisme voor de interne explosie en hielp bij de configuratie, waardoor de ontwikkeling van de bom aanzienlijk versneld kon worden.
Daarnaast stichtte Cheng een nucleair onderzoeksinstituut en was hij de directeur van talrijke nucleaire wapentestprojecten.
Cheng was verkozen lid van de Chinese Academie van Wetenschappen, en vast lid van de wetenschaps- en technologiecommissie "Nuclear Industry Corporation". Hij was vicevoorzitter en plaatsvervangend directeur van het Onderzoeksinstituut voor kernbewapening van de Chinese Volksrepubliek China en raadgever van de vroegere wetenschaps- en technologiecommissie: de Commissie voor wetenschap, technologie en industrie voor nationale defensie.
Hij werd 100 jaar oud.